# 창수시
창수시(중국어: 常熟市, 병음: Chángshú Shì)는 중화인민공화국 장쑤성 쑤저우의 현급시로 성 남동쪽, 장강 삼각주에 위치한다. 넓이는 1263km2이고, 인구는 2007년 기준으로 1,060,000명이다. 온화한 기후와 지형 덕분에 고대 이래로 높은 농업 문명을 이룩하였기 때문에 중국어로 '항상'이라는 뜻의 창(常)과 '익다'라는 뜻의 수(熟)가 합쳐져 도시의 이름이 되었다. 주변에 있는 도시인 타이창시의 이름은 ‘커다란 곡창’이라는 뜻이다.
창수는 10개의 진과 2개의 성급 경제개발구로 이루어져있다. 역사적으로나 문화적으로 유명한 도시인 창수는 긴 역사와 아름다운 풍경, 번영하는 것으로 잘 알려져있다. 중국에서 가장 발전한 현급행정구역 중 하나로 2007년 GDP는 972억 위안(142억 달러), 1인당 GDP는 91846위안(13447 달러)에 달해 현급행정구역 중 10위권 안에 들었다.

## 역사
창수는 540년에 독립된 현이 되었으나 581년에 쑤저우에 속하게 되었다. 1295년에 군청 소재지로 승격되었고 1300년대에 재건 및 요새화되었으나 1370년에 현급행정구역으로 격하되었다. 15세기와 16세기에 창수는 몇 차례 왜구의 공격을 받았다.
창수는 전통적으로 지역에서 생산되는 쌀, 옥수수, 밀, 차, 뽕나무 잎이 거래되는 시장이었고 13세기 이후에는 주요 면화 생산지가 되었다. 비록 여전히 행정구역 상 쑤저우에 속하지만 장쑤 성의 외국 교역 기반이다. 현재 쑤저우와 우시를 위해 창수 주변의 양쯔 강에서 항구가 개발 중이다.

## 경제
창수는 지난 20년간 15~20%의 경제 성장률을 기록했다. 2007년에 창수의 GDP는 976억 위안(143억 달러)이었고 2006년에 비해 18% 증가하였다. 1차 산업은 오직 1.8%를 차지한 반면에 2차 산업은 59.18%, 3차 산업은 39%를 차지하였다.
도시의 주요 산업은 방직, 제지, 정밀 화학, 기계, 철강, 임업이다. 도시에는 4000개가 넘는 직물 및 의류 회사가 있고 이들의 연간 판매량은 500억 위안에 달한다. 제지 산업은 150억 달러 이상을 벌어들였다. 2007년 말 이 산업의 생산량은 240만 톤을 초과하였다.
샤프와 둔롭같은 유명 기업을 포함한 2000개가 넘는 외국 기업들이 창수에 투자하였다. 계약된 투자의 최소한 3분의 1이 타이완으로부터 온 것이고 500개가 넘는 타이완 기업들이 도시에 1억 달러 넘게 투자하였다. 창수의 수입과 수출 또한 최근에 증가하고 있어 2007년에 수입은 88.4% 증가한 38억 9천만 달러를 기록했고 수출은 60.4% 증가한 67억 4천만 달러를 기록했다.

## 인프라

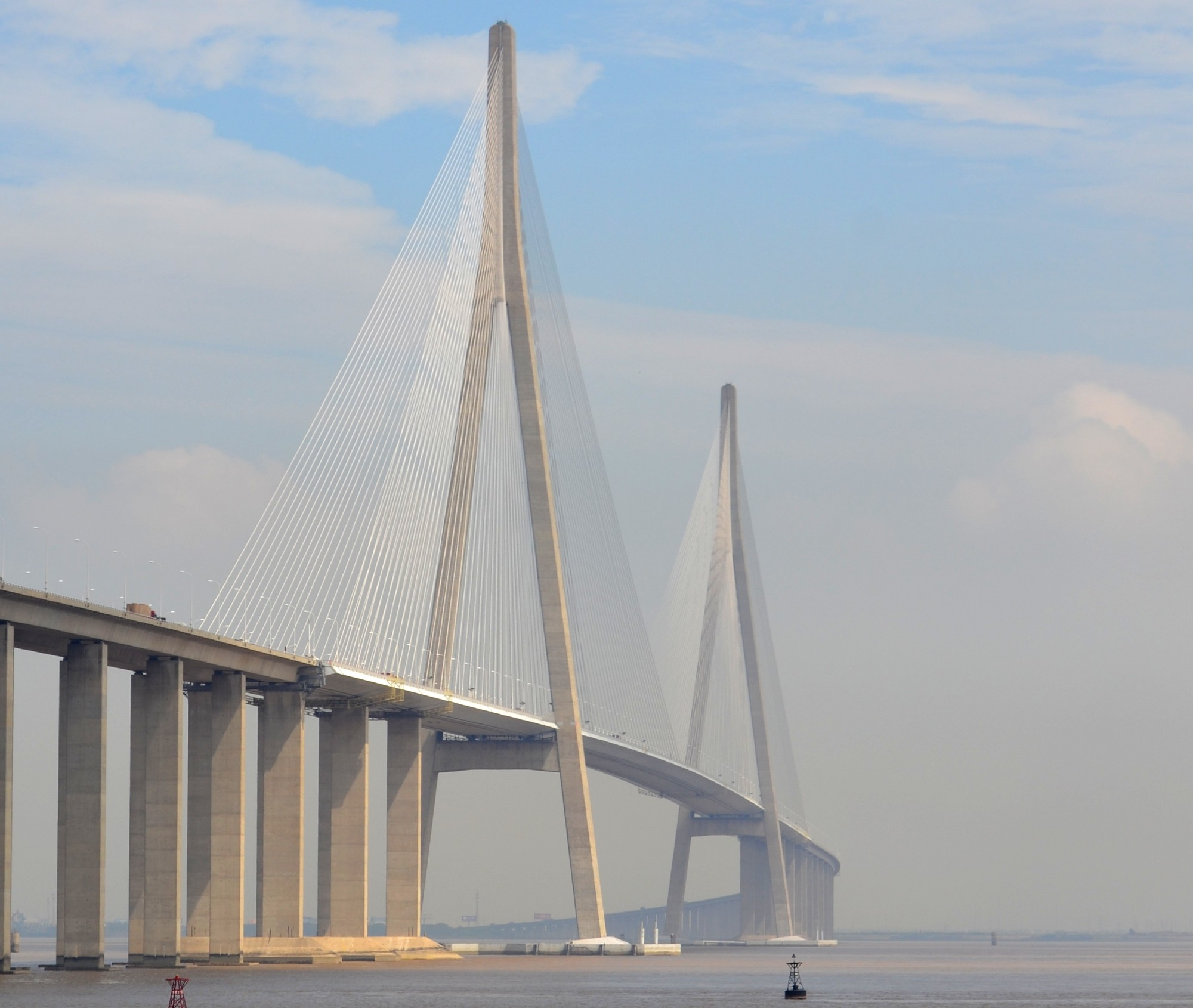
수통양쯔대교

옌타이-난퉁-창수-상하이를 지나는 204번 국도와 쑤저우-자싱-항저우를 연결하는 쑤자항 고속도로가 모두 창수를 통과한다. 양쯔 강을 따라 난징과 상하이를 연결하고 창수를 통과하는 새 도로가 계획 중이다. 2008년 10월에 개통된 쑤퉁교는 창수와 난퉁을 연결한다. 총 길이 32.4km의 세계에서 가장 긴 현수교가 2008년에 개통하였다.
창수항은 상하이항과 쑤저우 공업 단지를 지원하는 6위의 내륙항이다. 현재 12개의 부두가 있고 또다른 9개의 부두가 건설 중이다.

## 행정 구역
10개 진을 관할한다.
- 진: 虞山镇, 海虞镇, 新港镇, 辛庄镇, 尚湖镇, 梅李镇, 支塘镇, 董浜镇, 古里镇, 沙家浜镇.

## 기후
| Changshu (1981−2010)의 기후                    | Changshu (1981−2010)의 기후 | Changshu (1981−2010)의 기후 | Changshu (1981−2010)의 기후 | Changshu (1981−2010)의 기후 | Changshu (1981−2010)의 기후 | Changshu (1981−2010)의 기후 | Changshu (1981−2010)의 기후 | Changshu (1981−2010)의 기후 | Changshu (1981−2010)의 기후 | Changshu (1981−2010)의 기후 | Changshu (1981−2010)의 기후 | Changshu (1981−2010)의 기후 | Changshu (1981−2010)의 기후 |
| 월                                             | 1월                         | 2월                         | 3월                         | 4월                         | 5월                         | 6월                         | 7월                         | 8월                         | 9월                         | 10월                        | 11월                        | 12월                        | 연간                        |
| ---------------------------------------------- | --------------------------- | --------------------------- | --------------------------- | --------------------------- | --------------------------- | --------------------------- | --------------------------- | --------------------------- | --------------------------- | --------------------------- | --------------------------- | --------------------------- | --------------------------- |
| 역대 최고 기온 °C (°F)                         | 21.5 (70.7)                 | 26.2 (79.2)                 | 28.3 (82.9)                 | 33.1 (91.6)                 | 35.6 (96.1)                 | 37.3 (99.1)                 | 39.1 (102.4)                | 38.9 (102.0)                | 36.5 (97.7)                 | 32.6 (90.7)                 | 27.2 (81.0)                 | 22.0 (71.6)                 | 39.1 (102.4)                |
| 일평균 최고 기온 °C (°F)                       | 7.6 (45.7)                  | 9.4 (48.9)                  | 13.6 (56.5)                 | 19.6 (67.3)                 | 25.3 (77.5)                 | 28.3 (82.9)                 | 32.0 (89.6)                 | 31.6 (88.9)                 | 27.7 (81.9)                 | 22.8 (73.0)                 | 16.7 (62.1)                 | 10.4 (50.7)                 | 20.4 (68.8)                 |
| 일일 평균 기온 °C (°F)                         | 3.6 (38.5)                  | 5.4 (41.7)                  | 9.2 (48.6)                  | 14.9 (58.8)                 | 20.4 (68.7)                 | 24.3 (75.7)                 | 28.2 (82.8)                 | 27.8 (82.0)                 | 23.8 (74.8)                 | 18.5 (65.3)                 | 12.4 (54.3)                 | 6.1 (43.0)                  | 16.2 (61.2)                 |
| 일평균 최저 기온 °C (°F)                       | 0.7 (33.3)                  | 2.3 (36.1)                  | 5.8 (42.4)                  | 11.1 (52.0)                 | 16.5 (61.7)                 | 21.0 (69.8)                 | 25.2 (77.4)                 | 24.9 (76.8)                 | 20.7 (69.3)                 | 14.9 (58.8)                 | 8.8 (47.8)                  | 2.8 (37.0)                  | 12.9 (55.2)                 |
| 역대 최저 기온 °C (°F)                         | −8.6 (16.5)                 | −7.1 (19.2)                 | −3.7 (25.3)                 | 0.6 (33.1)                  | 8.6 (47.5)                  | 13.3 (55.9)                 | 18.8 (65.8)                 | 17.4 (63.3)                 | 12.1 (53.8)                 | 3.8 (38.8)                  | −2.1 (28.2)                 | −9.1 (15.6)                 | −9.1 (15.6)                 |
| 평균 강수량 mm (인치)                          | 59.1 (2.33)                 | 56.5 (2.22)                 | 88.8 (3.50)                 | 77.0 (3.03)                 | 87.7 (3.45)                 | 187.2 (7.37)                | 188.4 (7.42)                | 146.1 (5.75)                | 94.7 (3.73)                 | 59.2 (2.33)                 | 55.5 (2.19)                 | 35.3 (1.39)                 | 1,135.5 (44.71)             |
| 평균 상대 습도 (%)                             | 75                          | 76                          | 75                          | 75                          | 75                          | 80                          | 81                          | 82                          | 80                          | 76                          | 75                          | 73                          | 77                          |
| 출처: China Meteorological Data Service Center |                             |                             |                             |                             |                             |                             |                             |                             |                             |                             |                             |                             |                             |